# Olga Kuzniecowa
Olga Giennadjewna Kuzniecowa z domu Kłoczniewa (ros. Ольга Геннадьевна Кузнецова; ur. 17 listopada 1968) – rosyjska strzelczyni sportowa, dwukrotna medalistka olimpijska z Atlanty.
Specjalizowała się w strzelaniu z pistoletu pneumatycznego. Zawody w 1996 były jej pierwszymi igrzyskami olimpijskimi. Triumfowała w pistolecie pneumatycznym na dystansie 10 metrów. Brała udział w igrzyskach w Sydney cztery lata później i w Atenach w 2004. W 2002 zajęła trzecie miejsce na mistrzostwach świata w swej koronnej konkurencji (pistolecie pneumatycznym na dystansie 10 metrów), zdobyła również złoto w drużynie w 2002 oraz brąz w 2006. Zdobyła indywidualne złoto mistrzostw Europy w 1997, srebrną w 1995, 1996 i 2001 oraz brązową w 2002 i 2005.